# 16522 Телль
16522 Телль (16522 Tell) — астероїд головного поясу, відкритий 15 січня 1991 року.
Тіссеранів параметр щодо Юпітера — 3,146.